# Ernst Schröder
Pour les articles homonymes, voir Ernst Schröder (acteur) et Schröder.
Ernst Schröder (1841-1902) est un mathématicien badois. Son travail porte sur la logique et l'algèbre de Boole. C'est un personnage majeur de l'histoire de la logique mathématique, car il fit une synthèse des œuvres de George Boole, Augustus De Morgan, Hugh MacColl (en), et particulièrement Charles Sanders Peirce, et poursuivit leurs travaux. Il est connu en particulier pour son œuvre monumentale les Vorlesungen über die Algebra der Logik (leçons sur l'algèbre de la logique), en trois volumes, qui a aidé au développement de la logique mathématique en tant que discipline autonome au cours du XXe siècle, en systématisant les divers systèmes de logique formelle de son époque.

## Biographie
Schröder apprit les mathématiques à Heidelberg, Königsberg, et Zurich, auprès de Hesse, Kirchhoff, et Neumann. Il enseigna quelques années dans une école, puis à la Technische Hochschule de Darmstadt en 1874. Deux ans plus tard, il obtint une chaire de mathématiques à la Polytechnische Schule de Karlsruhe, où il passa le reste de sa vie. Il ne fut jamais marié.

## Œuvres
Les premiers travaux de Schröder portant sur l'algèbre et la logique ont été menés sans que leur auteur connaisse les logiciens anglais George Boole et Auguste De Morgan. Il s'appuyait sur les travaux d'Ohm, Hankel, Hermann Grassmann et Robert Grassmann, issus de l'école traditionnelle allemande en algèbre combinatoire et analyse algébrique (Peckhaus 1997, p. 233-296). En 1873, Schröder découvrit les travaux de Boole et de De Morgan sur la logique. Il y intégrera des idées importantes dues à Charles Sanders Peirce notamment les notions de subsomption (l'équivalent de l'inclusion pour les prédicats) et de quantification.
Schröder a également apporté des contributions originales à l'algèbre, à la théorie des ensembles et à la théorie des ensembles ordonnés comme les treillis ou les nombres ordinaux. Cependant la démonstration qu'il donna en 1898 du théorème de Cantor–Bernstein–Schröder était fausse. Felix Bernstein (1878-1956) en avait donné la même année une preuve correcte.

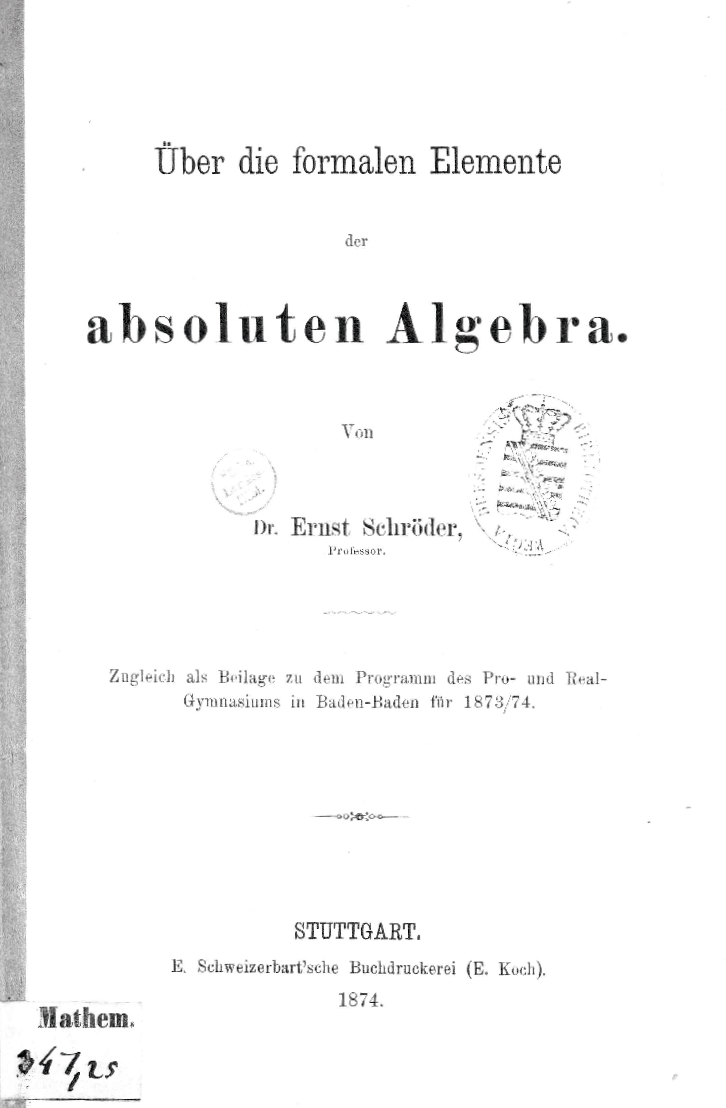
Page de titre de la première édition du livre Über die formalen Elemente der absoluten Algebra.

Dans son ouvrage Der Operationskreis des Logikkalküls (les opérations du calcul logique) paru en 1877, Schröder expose de façon concise les idées de Boole sur l'algèbre et la logique. Ce livre a aidé à introduire l'œuvre de Boole en Europe continentale. L'influence des Grassmann, en particulier du peu connu Formenlehre de Robert, est claire. John Venn et Christine Ladd-Franklin citent ce court livre de Schröder, et Charles Peirce l'utilisait comme référence pour son enseignement à l'Université Johns-Hopkins.
Chef-d’œuvre de Schröder, les Vorlesungen über die Algebra der Logik furent publiées en trois volumes entre 1890 et 1905, à compte d’auteur. Le volume 3 compte deux parties, la deuxième publiée à titre posthume, et éditée par Eugen Müller. Les Vorlesungen constituaient une somme complète sur l'état de la logique « algébrique » (nous dirions aujourd'hui « symbolique ») à la fin du XIXe siècle. L'ouvrage eut une influence considérable sur l'émergence de la logique mathématique au XXe siècle.
Schröder qualifiait ainsi son objectif :
« […] faire de la logique un calcul pour permettre de manier les concepts en jeu avec précision, puis, en l'émancipant des chaînes routinières de la langue naturelle, débarrasser également de ses « clichés » tous les domaines fertiles de la philosophie. Ceci doit préparer la voie à une langue scientifique universelle qui se distinguerait du tout au tout d'une langue universelle comme le Volapük, mais ressemblerait plutôt à un langage de signes qu'à un langage de sons. »
Schröder, en popularisant les travaux de Peirce sur la quantification, eut sur les premiers développements du calcul des prédicats une influence au moins aussi grande que celles de Frege et de Peano. La notion de relation des Principia Mathematica (1908) doit beaucoup aux Vorlesungen. L'ouvrage y est d'ailleurs cité dans la préface, ainsi que dans celle de l'ouvrage liminaire de Bertrand Russell, les Principles of mathematics (1903).
Frege (1895), néanmoins, a rejeté l'œuvre de Schröder, et l'admiration pour le rôle pionnier de Frege a dominé le débat historique. Toutefois, comparant Frege avec Schröder et Charles Sanders Peirce, Hilary Putnam écrit en 1982 :
« Quand j'ai commencé à étudier l'histoire de la logique […], la première chose que j'ai faite a été de regarder les Vorlesungen über die Algebra der Logik de Schröder, [dont] le troisième volume porte sur la logique des relations (Algebra und Logik der Relative, 1895). Les trois volumes devinrent immédiatement le texte avancé de logique le plus connu, et comprend ce que tout mathématicien intéressé par l'étude de la logique devait savoir, ou du moins être informé, dans les années 1890. »
« Tandis que, à ma connaissance, personne, à l'exception de Frege, n'a publié un article dans la notation de Frege, de nombreux logiciens célèbres adoptèrent la notation de Peirce-Schröder, et de célèbres résultats et systèmes furent publiés dans celle-ci. Löwenheim a énoncé et prouvé le théorème de Löwenheim (reprouvé et amélioré ensuite par Thoralf Skolem, qui laissa son nom, associé à celui de Löwenheim, au théorème) dans la notation de Peirce. En réalité, il n'y a pas une référence dans l'article de Löwenheim à d'autre logique que celle de Peirce. Pour citer un autre exemple, Zermelo a présenté ses axiomes pour la théorie des ensembles dans la notation de Peirce-Schröder, et pas, comme on aurait pu s'y attendre, dans celle de Russell-Whitehead. »
« Ces simples faits (que quiconque peut facilement vérifier) peuvent être résumés comme suit : Frege a certainement découvert les quantificateurs le premier (quatre années avant O. H. Mitchell, d'après la date de la publication, qui sont tout ce dont on dispose à ma connaissance). Mais Leif Ericson a découvert probablement l'Amérique "le premier" (excusez-moi de ne pas compter les indigènes d'Amérique, qui bien sûr l'ont découverte vraiment "les premiers"). Si le découvreur effectif, du point de vue européen, est Christophe Colomb, c'est parce qu'il l'a découverte et qu'elle l'est restée (par les Européens, j'entends), de sorte qu'elle a été connue (des Européens). Frege a effectivement "découvert" les quantificateurs dans le sens qu'il est fondé à réclamer la priorité ; mais Peirce et ses étudiants l'ont découvert dans le sens effectif. Le fait est que jusqu’à ce que Russell ait reconnu ce qu'il avait fait, Frege était relativement obscur, et c'était Peirce qui semble avoir été connu de la communauté des logiciens du monde entier. Combien parmi ceux qui pensent que "Frege a inventé la logique", sont au courant de ces faits ? »